# Carrata
Carrata war ein italienisches Volumenmaß und entsprach dem Fuder. Anwendung fand es beim Abbau von Marmor in Carrara. Vom Längenmaß Palmo mit 108,1 Pariser Linien oder 243,6 Millimeter ausgehend ergab
- 1 Carrata = 25 Kubik-Palmi = etwa 0,3612 Kubikmeter